# La Bouille
La Bouille è un comune francese di 800 abitanti situato nel dipartimento della Senna Marittima nella regione della Normandia.

## Società

### Evoluzione demografica
Abitanti censiti

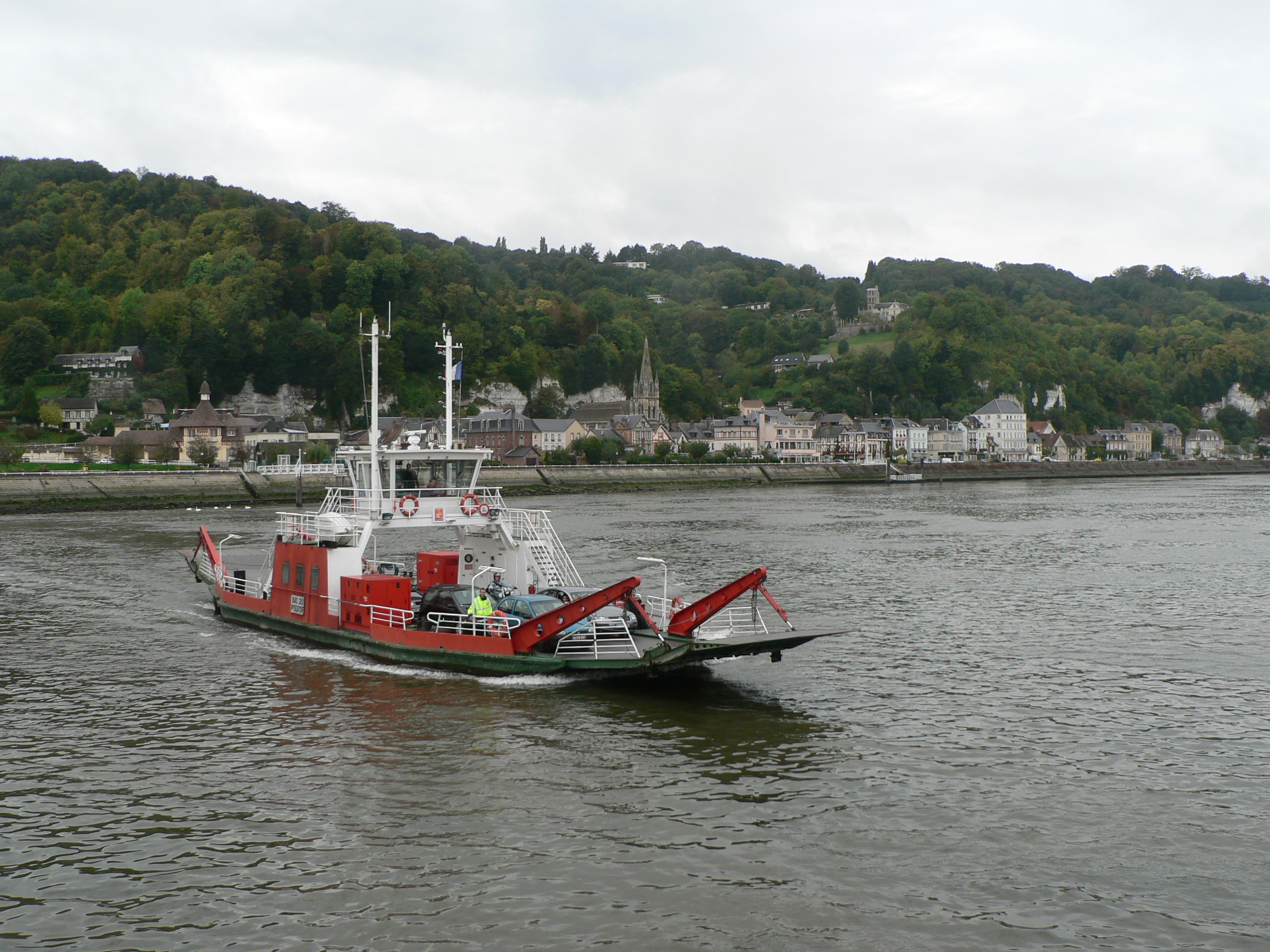
Traghetto di La Bouille